# チオシアン酸エチル
チオシアン酸エチル（チオシアンさんエチル英: Ethyl thiocyanate）はチオシアン酸エステルの一種で、化学式C3H5NSで表される有機化合物である。別名エチルロダニド。

## 性質
常温ではタマネギ臭を持つ無色透明の液体。日本の消防法では危険物第4類第二石油類（非水溶性）に区分される。

## 用途
農業用殺虫剤の原料や、医薬品の中間原料となる。